# Galiniera
Galiniera là một chi thực vật có hoa trong họ Thiến thảo (Rubiaceae).

## Loài
Chi Galiniera gồm các loài: